# Lista de portos do México
Segundo a lei de Portos vigente em seu artigo 876.- Os portos e terminais classificam-se pela sua navegação:
a) De medida, Quando atendem embarcações, pessoas e bens de navegação entre portos ou pontos nacionais e internacionais.
b) De Cabotagem, Quando só atendem embarcações, pessoas e bens de navegação entre portos nacionais.
No México existem portos de medida e um grande número de portos de cabotagem, devido ao seu amplo litoral com os oceanos Pacífico e Atlântico. Aqui listam-se os portos de medida e cabotagem.

## Portos de medida

### Oceano Pacífico

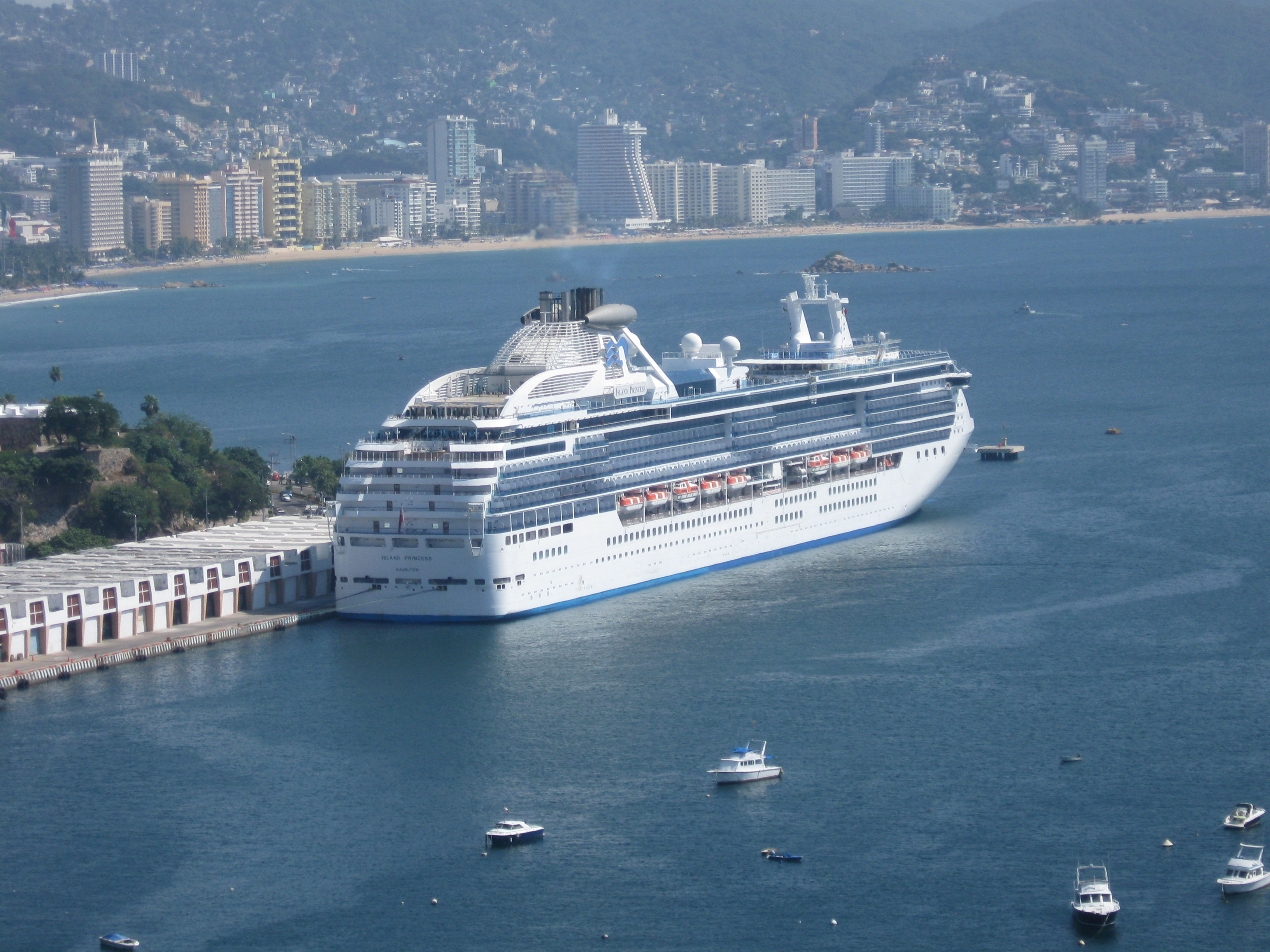
Cruzeiro no porto de Acapulco.

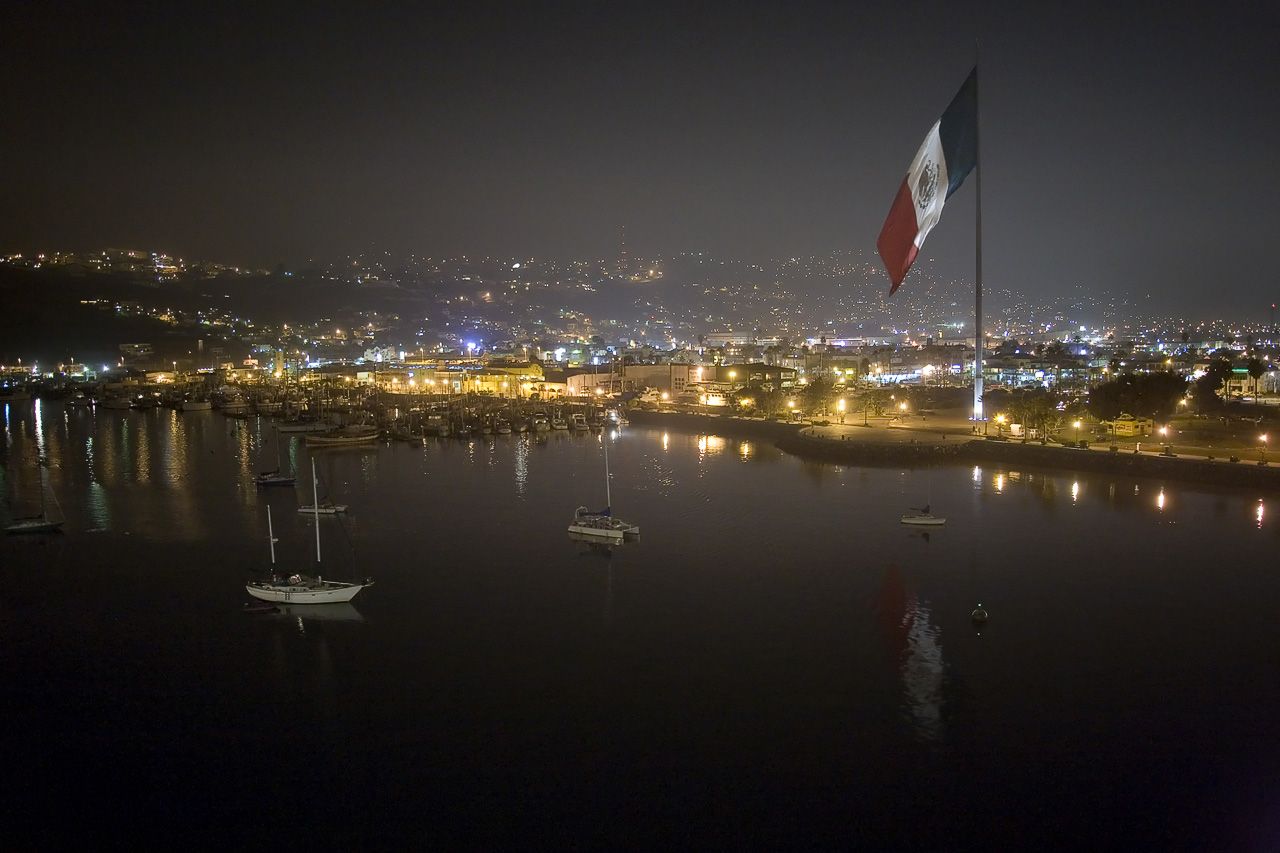
Porto de Ensenada

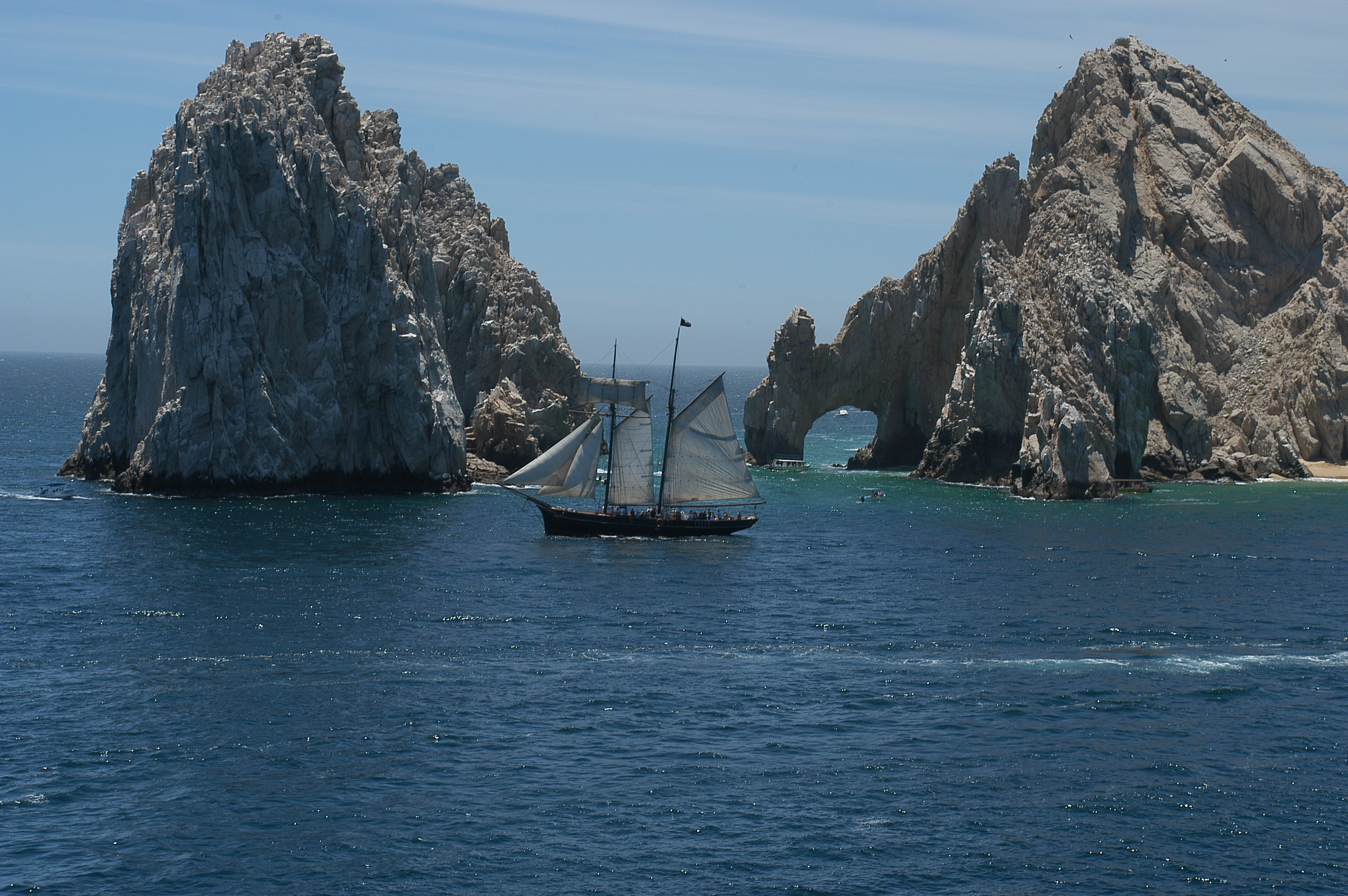
San José del Cabo

Entre os que destacam:
- Porto de Ensenada Porto de Ensenada
- Porto de Guaymas
- Porto de Topolobampo
- Porto de Mazatlán
- Puerto Vallarta
- Santa Rosalía
- Porto de Manzanillo
- Porto de Lázaro Cárdenas
- Porto de Acapulco
- Porto de Salina Cruz
- Porto Madero Chiapas

### Golfo do México

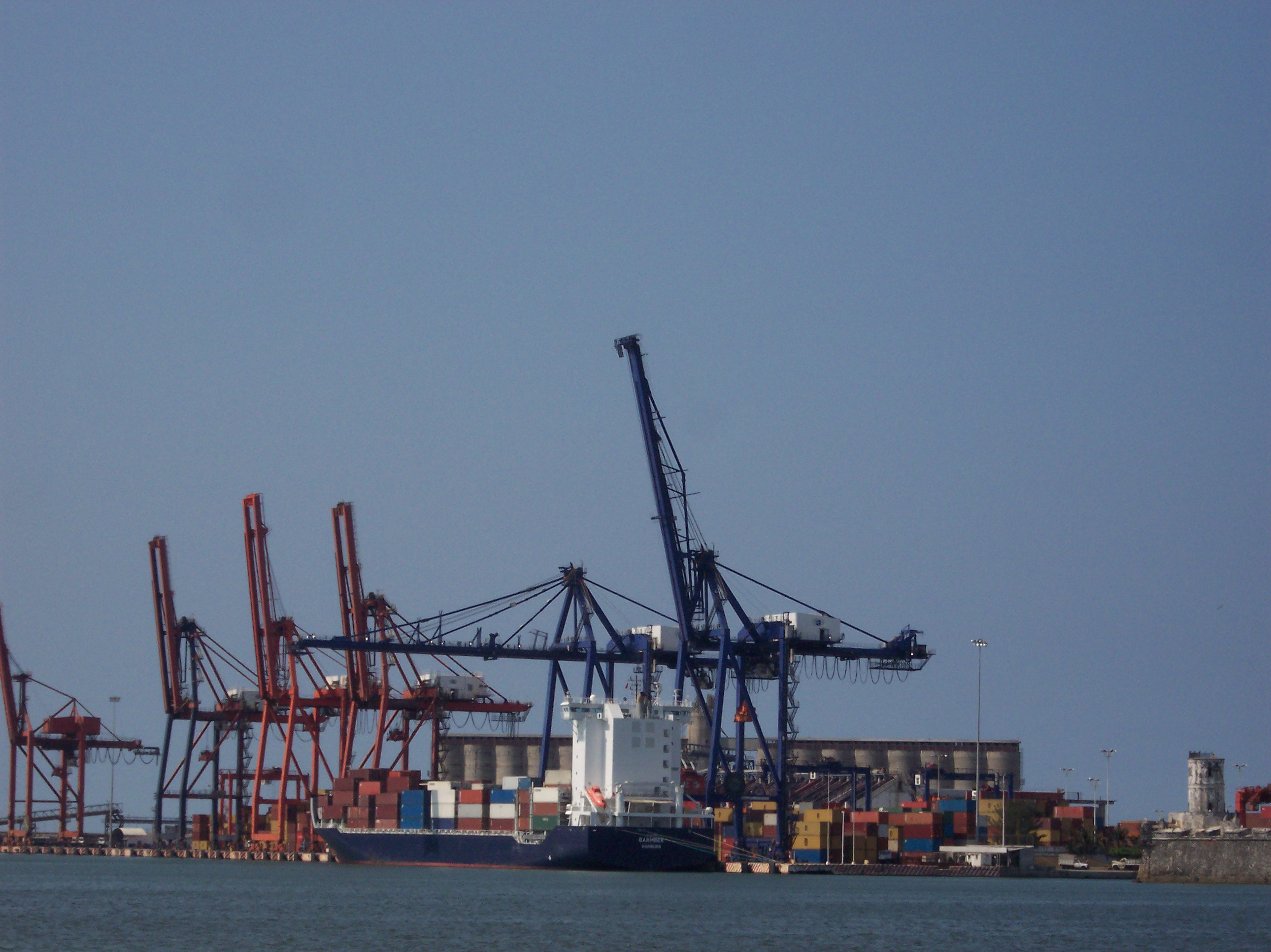
Porto de Veracruz.

- Porto de Altamira
- Porto de Tampico
- Porto de Tuxpan
- Porto de Veracruz
- Porto Duas Bocas
- Porto de Coatzacoalcos
- Porto da Cd Del Carmen
- Porto Progresso

## Portos de cabotagem

### Oceano Pacífico
- Puerto Peñasco
- Yavaros
- La Paz
- San José del Cabo
- Altata
- San Blas
- Zihuatanejo
- Puerto Escondido
- Puerto Ángel
- Puerto Arista-Tonalá Chiapas
- Puerto Chiapas

### Golfo do México
- Matamoros
- Tecolutla
- Nautla
- Alvarado
- Champotón
- Campeche
- Celestún
- Telchac
- Fronteira
- Porto Juárez
- Isla Mujeres
- Chetumal

## Portos maiores
| Pos. | Porto          | Estado | Passageiros (MM) |
| ---- | -------------- | ------ | ---------------- |
| 9.º  | Altamira       | México | 12,4             |
| 10.º | Guerrero Negro | México | 6,1              |

### Por passageiros
| Pos. | Porto            | Estado       | Passageiros (MM) |
| ---- | ---------------- | ------------ | ---------------- |
| 1°   | Cozumel          | Quintana Roo | 4,03             |
| 2°   | Isla Mujeres     | Quintana Roo | 1,44             |
| 3°   | Playa del Carmen | Quintana Roo | 1,42             |
| 4°   | Cancún           | Quintana Roo | 0,93             |
| 5°   | Cabo San Lucas   | México       | 0,68             |
| 6°   | Ensenada         | México       | 0,67             |
| 7°   | Mahahual         | Quintana Roo | 0,55             |
| 8°   | Porto Vallarta   | México       | 0,50             |
| 9°   | Mazatlán         | México       | 0,47             |
| 10°  | Acapulco         | México       | 0,27             |